# الخلد الصغير
الخلد الصغير شخصية كارتونية لسلسلة رسوم متحركة تشيكية ، تم إنشاؤه في عام 1954 من قبل رسام براغ زدينك ميلر (1921-2011) تم بث المسلسل لأول مرة من 1956.